# Birmingham six
Birmingham Six syftar på de sex irländska män som 1975 dömdes till livstids fängelse, anklagade för att för IRAs räkning den 21 november 1974 kl 20.25 resp. 20.27 ha sprängt de två bomber som fullständigt ödelade pubarna Mulberry Bush och The Tavern i centrala Birmingham.
Sammanlagt omkom 21 personer och ytterligare 162 personer skadades. (En tredje bomb hittades också utan att ha exploderat). Detta var IRA:s tveklöst värsta attentat i Storbritannien. 
Polisen ansåg uppenbarligen att det var av yttersta vikt att snabbt gripa och döma attentatsmännen.
Man fick tidigt upp ett eventuellt spår. Fem katolska Belfastfödda män, sedan 60-talet boende i Birmingham, som skulle åka till begravningen av James McDade, en man som råkat spränga sig själv i luften misstänkt för att utföra ett sprängdåd i Coventry, men som nu skulle begravas i Belfast. Dessa fem vinkades av på Birminghams New Street Station av en sjätte man tidigt på kvällen. På väg mot färjeläget stoppades tåget vid Heysham av beväpnad brittisk polis. (Brittisk polis är normalt inte beväpnad med skjutvapen). Polisen visste ingenting säkert, men just de fem männen ville inte förklara varför de var på väg till Belfast (vilket senare hölls dem emot under rättegången), de greps därför. Den sjätte mannen greps efterföljande kväll. 

## De anklagade ("the Birmingham Six")
1. Hugh Callaghan (den som vinkade av de övriga)
2. Patrick Joseph Hill
3. Gerard Hunter
4. Richard McIlkenny
5. William Power
6. John Walker

## Rättegång
Rättegången inleddes den 9 juni 1975 och den 15 augusti förklarade juryn de åtalade skyldiga, och de dömdes alla till livstids fängelse.
Men polisen hade inte skött bevisföringen korrekt, och de anklagade hävdade hela tiden att Birminghams kriminalpolis fifflat med bevisen. Detta blev inledningen till en 16 år lång följetong i brittiska, irländska och internationella media och i det brittiska domstolssystemet, som slutade med att gruppens tredje överklagan blev en framgång för dem. Den 14 mars 1991 ansågs domen mot dem "unsafe" av Court of Appeal, den brittiska appellationsdomstolen, och samtliga sex släpptes omedelbart fria efter 16½ år i fängelse och häkte. 2001 beviljades de skadestånd på mellan 840 000
och 1 200 000 brittiska pund sterling (£). Efter att domen upphävts fick detta stora följder för både enskilda inblandade kriminalofficerare och för den brittiska polisens arbetsmetoder i allmänhet.